# James Peter Allen

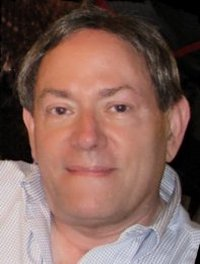
James Peter Allen

James Peter Allen (nascido em 1945) é um egiptólogo estadunidense, especialista em língua e religião egípcias, e Wilbour Professor de Egiptologia na Universidade Brown.

## Publicações
- The Inflection of the Verb in the Pyramid Texts (Malibu: Undena, 1984)
- Genesis in Egypt: The Philosophy of Ancient Egyptian Creation Accounts (New Haven: Yale University Press, 1988)
- Middle Egyptian: An Introduction to the Language and Culture of Hieroglyphs (Cambridge: University Press, 2000)
- The Heqanakht papyri. New York: Metropolitan Museum of Art (Yale University Press, 2002)
- The Art of Medicine in Ancient Egypt (New York: Metropolitan Museum of Art, 2006)
- The Ancient Egyptian Pyramid Texts (Society of Biblical Literature, 2005)
- The Egyptian Coffin Texts, Vol. 8. Middle Kingdom Copies of Pyramid Texts (Chicago: University Press, 2006)
- The Amarna Succession por James P. Allen in "Causing His Name to Live: Studies in Egyptian Epigraphy and History in Memory of William J. Murnane," University of Memphis, 2007

## Ligação externa
- Página no site da Universidade Brown (em inglês)